# Венгерова, Изабелла Афанасьевна
Изабе́лла Афана́сьевна Венге́рова (17 февраля (1 марта) 1877, Минск — 7 февраля 1956, Нью-Йорк) — российско-американская пианистка еврейского происхождения, музыкальный педагог. 

## Биография
Училась в Венской консерватории у Йозефа Дакса, затем занимаясь частным образом под руководством Теодора Лешетицкого.
В 1905 году преподавала в Смольном институте. В 1906 году находилась за границей. В 1907—1920 годах преподавала в Санкт-Петербургской консерватории, выступала с концертами. 
В конце 1921 года покинула Россию. Отправилась в продолжительные гастроли по разным странам, и в итоге в 1923 году обосновалась в США. 
С 1924 года преподавала в Кёртисовском институте, с 1930 года — также в Маннес-колледже. Известно, что во время Великой Депрессии Венгерова на год отказалась от зарплаты и преподавала бесплатно. Её пример был подхвачен другими преподавателями.
Педагогическая манера Венгеровой считалась тиранической, однако позволяющей находить тонкий психологический подход к ученику. Среди её воспитанников — ряд выдающихся американских музыкантов — Леонард Бернстайн, Сэмюэл Барбер, Гари Граффман, Лукас Фосс и другие.

## Семья
Дочь писательницы Полины Юльевны Венгеровой, сестра Зинаиды и Семёна Венгеровых.
Двоюродный брат — шахматист Семён Алапин.